# Bugaj (Pobiedziska)
Pour les articles homonymes, voir Bugaj.
Bugaj (prononciation : [ˈbuɡai̯]) est un hameau polonais du village de Jerzykowo de la gmina de Pobiedziska dans le powiat de Poznań de la voïvodie de Grande-Pologne dans le centre-ouest de la Pologne.

## Histoire
De 1975 à 1998, le hameau faisait partie du territoire de la voïvodie de Poznań.

Depuis 1999, Bugaj est situé dans la voïvodie de Grande-Pologne.